# Chelodesmidae
Chelodesmidae är en familj av mångfotingar. Chelodesmidae ingår i ordningen banddubbelfotingar, klassen dubbelfotingar, fylumet leddjur och riket djur. Enligt Catalogue of Life omfattar familjen Chelodesmidae 584 arter. 

## Dottertaxa till Chelodesmidae, i alfabetisk ordning[1]
- Achromoporus
- Afolabina
- Alassodesmus
- Allarithmus
- Alocodesmus
- Amphelictogon
- Ancholeptodesmus
- Ancylochetus
- Angelodesmus
- Anisodesmus
- Ankylophallus
- Antillodesmus
- Antrogonodesmus
- Arthromachus
- Arthrosolaenomeris
- Basacantha
- Batodesmus
- Beatadesmus
- Belonodesmus
- Benoitesmus
- Biaporus
- Biporodesmus
- Brasiloschubartia
- Callistocilla
- Camptomorpha
- Cantabrodesmus
- Caraibodesmus
- Catharodesmus
- Cearodesmus
- Cheirodesmus
- Cheirogonus
- Chelodesmus
- Chondrodesmoides
- Chondrodesmus
- Chondrotropis
- Colombodesmus
- Cordilleronomus
- Cordyloconus
- Cordyloporus
- Cormodesmus
- Corystauchenus
- Craterodesmus
- Cryptoporus
- Cubodesmus
- Curimagua
- Cyclorhabdoides
- Cyclorhabdus
- Cylindromus
- Cypraeogona
- Cyrtaphe
- Desmoleptus
- Diaphorodesmus
- Diarcuaria
- Doidesmus
- Drepanodesmus
- Dromodesmus
- Ellipodesmus
- Entelopus
- Epiporopeltis
- Erythrodesmus
- Eucampesmella
- Eucampesmus
- Eucordyloporus
- Eumastostethus
- Eurydesmus
- Euthydesmus
- Eutyporhachis
- Gangugia
- Gonorygma
- Goyazodesmus
- Granmadesmus
- Graphidochirus
- Harpagodesmus
- Heptoporodesmus
- Heteropeltis
- Hypselodesmus
- Igaraparana
- Iguazus
- Incodesmus
- Inconus
- Iphyria
- Isidrona
- Isodesmus
- Kisantus
- Kyphopyge
- Lasiomazus
- Leiodesmus
- Leiomodesmus
- Leptherpum
- Leptodesmus
- Lepturodesmus
- Liorhabdus
- Lipodesmus
- Loomisiola
- Lyrodesmus
- Macrocoxodesmus
- Mallotodesmus
- Maracayopus
- Mesodesmus
- Micronchodesmus
- Morogorius
- Morphotelus
- Neocamptomorpha
- Neocordyloporus
- Obiricodesmus
- Odontokrepis
- Odontopeltis
- Odontotropis
- Oreodesmus
- Paltophorus
- Pandirodesmus
- Paracordyloporus
- Peruprion
- Phlyzakium
- Phylactophallus
- Pimodesmus
- Platinodesmus
- Platyurodesmus
- Pleuroarium
- Plicatodesmus
- Plusioporodesmus
- Podiscodesmus
- Prepodesmus
- Priodesmus
- Proletus
- Pseudoeurydesmella
- Pseudoeurydesmus
- Pseudoleptodesmus
- Pterygiodesmus
- Ptyxesmus
- Quisquicia
- Rhacophorus
- Rhaphandra
- Ricodesmus
- Rupidesmus
- Sandalodesmus
- Scaptodesmus
- Schistides
- Scolopopleura
- Solaenorhabdus
- Stenonia
- Stirosoma
- Strongylomorpha
- Strongylosomides
- Synecheporus
- Talamancia
- Tanzaniella
- Telonychopus
- Tessarithys
- Thanatomimus
- Thymodesmus
- Tidasus
- Tomodesmus
- Trachelodesmus
- Triadesmus
- Trichomorpha
- Tuberodesmus
- Tunochilus
- Tylodesmus
- Uberlandiodesmus
- Watoporus
- Xeneurydesmus
- Xyodesmus
- Yanadesmus
- Zigwadesmus